# Kniaziowie Nowogrodu Wielkiego

## KniaziowieNowogrodu Wielkiego
- Słowień Stary(inne języki)
- Wandal Nowogrodzki(inne języki)
- Stołoswiat(inne języki)
- Włodzimierz Starożytny(inne języki)
- Brawlin (VIII - IX w.)
- Burywoj(inne języki) (IX w.) w Nowogrodzie i Ładodze
- Gostomysł (do ok. 862)
- Sineus (ok. 862-864) w Białym Jeziorze
- Truwor (ok. 862-864) w Izborsku
- Ruryk (ok. 862-879) najpierw w Starej Ładodze
- Oleg Mądry (879-912)
- Igor Stary (912-945)
- Olga (regentka) (945-962)
- Światosław I (962-972)
- Włodzimierz I Wielki (969-977)
- Jaropełk I (977-979)
- Włodzimierz I Wielki (979-988)
- Wyszesław Włodzimierzowic (988-1010)
- Jarosław I Mądry (1010–1018)
- Ilia (1018–1020)
- Jarosław I Mądry (1020–1034)
- Włodzimierz II (1034–1052)
- Izjasław I (1052–1054)
- Mścisław Iziasławicz (1055–1067)
- Gleb Światosławowicz (1067–1073)
- Gleb Światosławowicz (1077–1078)
- Świętopełk Izjasławowicz (1078–1088)
- Mścisław I Harald (1088–1094)
- Dawid Światosławowicz (1094–1095)
- Mścisław I Harald (1095–1117)
- Wsiewołod I Gabriel (1117–1132)
- Świętopełk II Mścisławowicz (1132)
- Wsiewołod I Gabriel (1132–1136)
- Światosław II Olegowicz (1136–1138)
- Świętopełk II Mścisławowicz (1138)
- Rościsław Juriewicz (1138–1140)
- Światosław II Olegowicz (1140–1141)
- Światosław III Wsiewołodowicz (1141)
- Rościsław Juriewicz (1141–1142)
- Świętopełk II Mścisławowicz (1142–1148)
- Jarosław II Izjasławowicz (1148–1154)
- Rościsław I Michał (1154)
- Dawid II Rościsławowicz (1154–1155)
- Mścisław II Juriewicz (1155–1158)
- Światosław IV Rościsławowicz (1158–1160)
- Mścisław III Jednooki Rościsławowicz (1160–1161)
- Światosław IV Rościsławowicz (1161–1168)
- Roman Mścisławowicz (1168–1170)
- Ruryk II Wasyl (1170–1171)
- Jerzy I Andriejewicz (1171–1175)
- Światosław Mścisławowicz (1175–1176)
- Mścisław III Jednooki Rościsławowicz (1177)
- Jarosław III Piękny Mścisławowicz (1177)
- Mścisław III Jednooki Rościsławowicz (1177–1178)
- Jaropełk Rościsławowicz (1178)
- Roman I Rościsławowicz (1178–1179)
- Mścisław IV Chrobry Rościsławowicz (1179–1180)
- Włodzimierz III Światosławowicz (1180–1181)
- Jarosław IV Włodzimierzowicz wołyński (1182–1184)
- Mścisław V Borys Dawidowicz (1184–1187)
- Jarosław IV Włodzimierzowicz wołyński (1187–1196)
- Jaropełk Jarorosławowicz (1196)
- Jarosław IV Włodzimierzowicz wołyński (1196–1199)
- Światosław V Gabriel Wsiewołodowicz (1200–1205)
- Konstanty Mądry Wsiewołodowicz (1205–1207)
- Światosław V Gabriel Wsiewołodowicz (1207–1210)
- Mścisław VI Udały Mścisławowicz (1210–1215)
- Jarosław V Błogosławiony Wsiewołodowicz (1215–1216)
- Mścisław VI Udały Mścisławowicz (1216–1218)
- Światosław VI Mścisławowicz smoleński (1218–1219)
- Wsiewołod II Mścisławowicz smoleński (1219–1221)
- Wsiewołod III Dymitr Juriewicz (1221)
- Jarosław V Błogosławiony Wsiewołodowicz (1221–1223)
- Wsiewołod III Dymitr Juriewicz (1223–1224)
- Michał I Święty Wsiewołodowicz (1224)
- Jarosław V Błogosławiony Wsiewołodowicz (1224–1228)
- Fiodor Jarosławowicz (1228–1229)
- Michał I Święty Wsiewołodowicz (1229)
- Rościsław IV Michajłowicz (1229–1230)
- Jarosław V Błogosławiony Wsiewołodowicz (1230–1236)
- Aleksander Newski (1236–1240)
- Andrzej II Jarosławowicz (1240–1241)
- Aleksander Newski (1241–1252)
- Wasyl II Aleksandrowicz (1252–1255)
- Jarosław Jarosławowicz twerski (1255)
- Wasyl II Aleksandrowicz (1255–1258)
- Aleksander Newski (1258–1260)
- Dymitr I Aleksandrowicz (1260–1263)
- Jarosław Jarosławowicz twerski (1264–1272)
- Dymitr I Aleksandrowicz (1272–1273)
- Wasyl Piękny Jartosławowicz kostromski (1273–1276)
- Dymitr I Aleksandrowicz (1276–1281)
- Andrzej (III) Aleksandrowicz (1281–1285)
- Dymitr I Aleksandrowicz (1285–1292)
- Andrzej (III) Aleksandrowicz (1292–1304)
- Michał Święty Jarosławowicz (1308–1314)
- Afanazy Danielewicz (1314–1315)
- Michał Święty Jarosławowicz (1315–1316)
- Afanazy Danielewicz (1318–1322)
- Jerzy III Danielewicz (1322–1325)
- Aleksander twerski (1325–1327)
- Iwan Kalita (1328–1337)
- Siemion Dumny (1346–1353)
- Iwan II Piękny (1355–1359)
- Dymitr Suzdalski (1359–1363)
- Dymitr Doński (1363–1389)
- Lingwen (1389–1392)
- Lingwen (1406–1411)
- Wasyl I (1411–1425)
- Wasyl II Ślepy (1425–1462)
- Iwan III Srogi (1462–1470)
- Michał Olelkowicz (1470–1471)
- Iwan III Srogi (1471–1480)

## KniaziowiePskowa
- Sudisław (1010–1036)
- do Nowogrodu Wielkiego (1036–1137)
- Wsiewołod I Gabriel (1137–1138)
- Światosław Mścisławowicz (1138–1142)
- Mścisław-Borys Dawidowicz (1178–1180)
- Mścisław Romanowicz (1180–1195)
- Włodzimierz I Mścisławowicz (1195–1211)
- Włodzimierz I Mścisławowicz (1213)
- Włodzimierz I Mścisławowicz (1213–1214)
- Jarosław Władymirowicz (1214)
- Wsiewołod II Mścisławowicz (1214)
- Włodzimierz I Mścisławowicz (1214–1222)
- Jerzy Mścisławowicz (1232–1240)
- Jarosław Jarosławowicz (1253–1256)
- Światosław Jarosławowicz (do 1265/6)
- Dowmont Tymoteusz (1266–1299)
- Dawid Dowmontowicz (1299)
- Fiodor Michajłowicz Białoozierski (1307)
- Dawid Dowmontowicz (1323)
- Aleksander II Michajłowicz (1327–1330)
- Aleksander II Michajłowicz (1331–1337)
- Wsiewołod Aleksandrowicz Chołmski (1337/9-1341)
- Andrzej Olgierdowicz (1342–1349)
- Eustachy Fiodorowicz Izborski (1349–1356)
- Wasyl Budywolna (1356–1358)
- Eustachy Fiodorowicz Izborski (1358–1360)
- Aleksander Borys (1360–1369)
- Matwiej (do 1375/7)
- Andrzej Olgierdowicz (1377–1386)
- Iwan Andrzejewicz (1386–1394)
- Andrzej Olgierdowicz (1394–1399)
- Iwan Wsiewołodowicz Chołmski (1399)
- Daniel Aleksandrowicz (1401–1407)
- Konstanty Dymitrowicz Uglicki (1407–1408)
- Daniel Aleksandrowicz (1408–1409)
- Aleksander Fedorowicz Rostowski (1410–1412)
- Konstanty Dymitrowicz Uglicki (1412–1414)
- Andrzej II Aleksandrowicz Rostowski (1415–1417)
- Fiodor I Aleksandrowicz Rostowski (1417–1420)
- Aleksander Fedorowicz Rostowski (1421–1424)
- Fiodor Patrykiewicz Starodubski (1424–1426)
- Dymitr Aleksandrowicz Szczepin-Rostowski (1428–1429)
- Aleksander Fedorowicz Rostowski (1429–1434)
- Włodzimierz Danielewicz Litewski (1434–1436)
- Borys Wasylewicz Szujski (1436–1437)
- Włodzimierz Danielewicz Litewski (1437–1439)
- Aleksander Iwanowicz Łukomski (1439–1442)
- Aleksander Wasylewicz Czartoryski (1443–1447)
- Wasyl Wasylewicz Szujski (1448–1455)
- Aleksander Wasylewicz Czartoryski (1456–1460)
- Jerzy Wasylewicz Młodszy Dymitrowski (1460)
- Iwan Wasylewicz Striga Oboleński (1460–1461)
- Włodzimierz III Andrzejewicz Rostowski (1461–1462)
- Iwan Aleksandrowicz Zwenigrodzki (1462–1466)
- Fiodor III Jurijewicz Szujski (1467–1472)
- Jarosław Wasylewicz Oboleński (1473–1477)
- Wasyl Wasylewicz Szujski (1478–1482)
- Jarosław Wasylewicz Oboleński (1482–1487)
- Semen Romanowicz Jarosławski (1488–1491)
- Wasyl IV Fiodorowicz Szujski (1491–1496)
- Aleksander Włodzimierzowicz Rostowski (1496–1501)
- Iwan VI Wasylowicz (1502–1503)
- Dymitr Włodziemirzowicz Rostowski (1503–1507)
- Iwan Michajłowicz Repnia Oboleński (1509–1510)

## KniaziowieTorżku
- Dawid Rościsławowicz (1158–1161)
- Jaropeł Rościsławowicz (1177–1178)
- Wasyl Mścisławowicz (1217–1218)
- Jarosław Włodzimierzowicz (1242–1245)